# 함양 목현리 구송
함양 목현리 구송(咸陽 木峴里 九松)은 대한민국 경상남도 함양군 휴천면 목현리에 있는 반송(Pinus densiflora for. multicaulis)이다. 대한민국의 천연기념물 제358호로 지정되어 있다.
이 소나무의 나이는 약 300년으로 추정되며, 높이 13.1미터, 둘레 4.5미터에 이른다. 가지가 밑부분에서 9갈래로 갈라져 있어서 구송(九松)이라 불렀는데, 지금은 그 중 7개의 가지만 남아 있다.

## 개요
함양 목현리 구송은 도로에서 500m 정도 떨어진 냇가에서 자라고 있는 반송(밑동에서부터 줄기가 여러 갈래로 갈라져 옆으로 퍼지는 소나무)으로 나무의 나이는 약 300년으로 추정된다. 높이 13.1m, 둘레 4.5m의 크기로 가지가 밑부분에서 9갈래로 갈라져 구송(九松)이라 하는데, 그 중 2개는 죽고 7개의 가지가 남아 있다. 약 300년 전 이 마을에 처음 들어온 진양 정씨 학산공계에서 심었다고 전해진다.
함양 목현리 구송은 소나무의 종류 중 흔치 않은 반송으로 그 모양이 아름다워 생물학적 자료로서의 가치가 높고, 마을의 유래를 알 수 있는 문화적 자료도 되므로 천연기념물로 지정하여 보호하고 있다.

## 참고 자료
- 함양 목현리 구송 - 국가유산청 국가유산포털